# Mia Permanto
Mia Permanto (ur. 21 kwietnia 1988, zm. 18 marca 2008) – fińska piosenkarka.
Brała udział w szóstej edycji fińskiego Idola. Doszła do finałów. Studiowała w Sztokholmie, ale zdecydowała się przenieść się do Finlandii, kraju jej rodziców. Była gospodarzem programu Taste, emitowanego na antenie Radia YLE Extrem w 2007 roku. 
W Idolu, w finałach zaśpiewała dwie piosenki – „Nobody Knows” Pink, jak również utwór „Ironic”, wykonywany przez Alanis Morissette. Odpadła z finałów 8 marca 2007. Permanto wydała jeden singiel „Rising Sun”, wypromowany przez Heikki Liimatanena w grudniu 2007.
Zaczęła tworzyć album z wytwórnią Helsinki Music Works, tuż przed jej śmiercią w Helsinkach, w wieku 19 lat. Żadne przyczyny zgonu nie zostały potwierdzone. Finalista Idola, piosenkarz, Kristian Meurman stworzył piosenkę, „Miksen saanut yrittää”, poświęconą jej pamięci.